# Sławno
Sławno é um município da Polônia, na voivodia da Pomerânia Ocidental e no condado de Sławno. Estende-se por uma área de 15,83 km², com 12 590 habitantes, segundo os censos de 2017, com uma densidade de 795,3 hab/km².